# Coy (Hiszpania)
Coy – miejscowość w Hiszpanii, w regionie i prowincji Murcja. W 2019 miejscowość była zamieszkiwana przez 346 mieszkańców.